# بافوسام
بافوسام هي عاصمة وأكبر مدينة في المنطقة الغربية،الكاميرون وهي ثالث أهم مدينة إقتصادياً في الكاميرون بعد ياوندي ودوالا.